# Gino Strada
Gino Strada (ur. 21 kwietnia 1948 w Sesto San Giovanni, zm. 13 sierpnia 2021 w Rouen) – włoski chirurg, założyciel organizacji pozarządowej Emergency, udzielającej bezpłatnej medycznej pomocy ofiarom wojen, min lądowych i głodu.

## Życiorys
Ukończył medycynę i chirurgię na Uniwersytecie w Mediolanie w 1978. W 1988 zdecydował, że wykorzysta swoje doświadczenie chirurga w niesieniu pomocy i leczeniu ofiar wojen. W latach 1989–1994 pracował dla Międzynarodowego Czerwonego Krzyża w różnych strefach wojennych świata, od Ayacucho po Kabul. Doświadczenie uzyskane podczas tych działań uzmysłowiło mu potrzebę małej, sprawnej i wyspecjalizowanej organizacji medycznej i w 1994 wraz z grupą kolegów założył Emergency.
W 2015 wraz z założoną przez siebie organizacją został laureatem nagrody Right Livelihood Award.